# Električni izvor
Električne izvore možemo prema načinu nastanka električne energije podijeliti na električne generatore, kemijske izvore električne energije te na neke druge električne izvore koji tek trebaju ući u širu primjenu, a koje ne možemo smatrati niti električnim generatorima niti kemijskim izvorima.

## Električni generator
Nezavisno o načinu dobivanja primarne energije (hidroelektrana, termoelektrana, nuklearna elektrana, geotermalna elektrana, solarna elektrana ili vjetroelektrana) u proizvodnji energije se dobivena kinetička, odn. toplinska energija najčešće pomoću električnog generatora pretvara u električnu energiju. 
Električni generatori općenito pokrivaju velik raspon nazivnih snaga, od onih vrlo velikih koji se ugrađuju u velike elektrane i opskrbljuju električnom energijom cijele gradove ili dijelove država, manjih koji se ugrađuju u vjetroelektrane, male hidroelektrane ili različite električne agregate za proizvodnju električne energije pa sve do onih najmanjih, koji mehaničku energiju okretanja kotača na biciklu pretvaraju u električnu energiju za svjetlo.
Izlazni napon električnog generatora na izvjestan način prati izlaznu snagu. Električni generator ugrađen na bicikl daje vrlo malu snagu i svega nekoliko volti napona, dostatno za priključak male žarulje za osvjetljenje. Stacionarni i mobilni agregati proizvode najčešće električnu energiju u obliku spremnom za neposrednu upotrebu (jednofazna  struja napona 220 V ili trofazna struja linijskog napona 380 V). Električni generatori ugrađeni u vjetroelektrane i manje hidroelektrane proizvode električnu struju podobnog napona za odgovarajuće uključenje neposredno u električnu mrežu ili nešto višeg napona koji se nakon toga transformira u još viši napon kako bi se izbjegli gubitci u prijenosu energije. Električni generatori velike snage u velikim elektranama proizvode, međutim, električnu energiju i znatno višeg napona kako bi se u što većoj mjeri smanjili gubitci energije u namotajima generatora.

## Kemijski izvori električne energije
Kemijski izvori električne energije koriste u osnovi različite kemijske procese tijekom kojih dolazi do razdvajanja nosilaca  električnog naboja te stvaranja odgovarajuće razlike  električnog potencijala koji se na izlaznim priključnicama pojavljuje kao napon. U osnovi su to električni izvori vrlo male ili male električne energije, dostatni za višesatni rad baterijske lampe za osvjetljenje, višesatni rad nekog manjeg uređaja poput radiokazetofona, pokretanje elektropokretača automobila ili, u novije vrijeme, za pokretanje  automobila na električni pogon na putu od kojih stotinjak ili nešto više kilometara.

### Električna baterija
Klasična električna baterija predstavlja električni izvor vrlo male energije. Leclanshe-ov članak AA formata ima kapacitet od kojih 500 mAh uz nazivni napon od 1,5 V što je tek dostatno za rad baterijske svjetiljke tijekom kraćeg vremena. Suvremenije izvedbe sličnih baterija u standardnim formatima koriste drukčije elektrode i drukčije kemijske procese te osim jednokratnih postoje i obnovljive baterije s mogućnošću punjenja, a sa znatno boljim električnim karakteristikama.

### Akumulator
Pod pojmom akumulatora primarno podrazumijevamo klasični olovni akumulator s mogućnošću ponovnog punjenja što omogućava odgovarajući reverzibilni kemijski proces. Standardni akumulator za pokretanje elektropokretača automobila ima kapacitet od kojih 50 Ah uz napon od 12 V (šest članaka po 2 V), no za pokretanje elektropokretača većih vozila upotrebljavaju se akumulatori sa znatno većim kapacitetom. Uz olovne akumulatore, u novije vrijeme rade se i izvedbe alkalnih akumulatora s nešto nižim naponom po članku, a nešto povoljnijih karakteristika.

### Litij-ionski akumulator
Litij-ionski akumulator je električni izvor koji tek ulazi u širu upotrebu, koristi pozitivnu elektrodu koja sadrži litij i negativnu elektrodu od poroznog ugljika. Gustoća energije je u litij-ionskih akumulatora višestruko veća u usporedbi s olovnim akumulatorima i iznosi otprilike 150 Wh/kg uz nešto veći nominalni napon članka (oko 3,7 V). Relativno brzim razvojem tehnologije litij-ionskih akumulatora u posljednjih desetak ili nešto više godina, otvorile su se mogućnosti šireg iskorištavanja električne energije za pogon različitih motornih vozila. Uz nove materijale i tehnologije, litij-ionski akumulatori postižu iz godine u godinu sve bolja električna svojstva i dulji vijek trajanja.

## Ostali izvori električne energije
Posebnim električnim izvorima u smislu iznijete podjele smatraju se elektični izvori koje ne možemo smatrati niti električnim generatorima niti kemijskim izvorima.

### Aktivni električni izvori
Pod pojmom aktivnih električnih izvora podrazumijevamo sklopove, uređaje i naprave koji stvaraju električni napon, odn. struju posredstvom aktivnih elektroničkih komponenata kao što su (elektronske cijevi, tranzistori ili operaciona pojačala. U takve električne izvore ubrajamo, na primjer, različite vrste niskofrekventnih i visokofrekventnih pojačala, različite oscilatore, generatore valnih funkcija, stabilizatore napona i mnoge druge.

### Magnetohidrodinamički generator
Magnetohidrodinamički generator proizvodi električnu energiju neposredno iz mlaza usijanih plinova koji se kreću kroz magnetsko polje vrlo jakog magneta. Prvi takav MHD generator razvijen je još 1965. godine nakon čega su u Sjedinjenim Američkim Državama, bivšem Sovjetskom Savezu i drugdje konstruirane i efikasnije izvedbe ovakvog električnog izvora energije.

### Gorivni članak
Gorivni članci primjenjuju katalizator u svrhu odvajanja pozitivnog i negativnog električnog naboja u reaktantnom  gorivu uz dobivanje toplinske energije kao usputnog produkta. Premda je princip na kojem je zasnovan rad gorivnih članaka otkriven još prije više od 150 godina, razvoj gorivnih članaka se znatno ubrzao tek razvojem programa istraživanja svemira. Gorivni članci znatno proširuju mogućnosti dobivanja i iskorištavanja električne energije u različitim pa i nepovoljnim okolnostima (podmorska i svemirska istraživanja itd.).

### Fotonaponski članak
Premda je fotoefekt otkriven prije više od stotinu godina, intenzivnim razvojem poluvodičke tehnologije ostvareni su preduvjeti za razvoj i proizvodnju sve efikasnijih fotoosjetljivih modula tzv. fotopanela (fotonaponski ili solarni članci) za proizvodnju električne energije neposredno iz  sunčeve svjetlosti. U svijetu već postoji niz elektrana koje zasnivaju svoj rad na velikom broju ovakvih modula, spojenih paralelno i serijski u odgovarajuću električnu  mrežu u namjeri da se postigne odgovarajući izlazni napon i opteretivost. Ovakvi izvori su jednostavni i pouzdani jer nemaju pokretnih dijelova, lagani su i relativno jednostavni za postavljanje te se lako mogu spajati u veće sustave. Uz odgovarajuće akumulatore mogu osigurati električnu energiju na inače nedostupnim mjestima i tijekom 24 sata na dan.

### Kondenzator kao električni izvor
Premda  kondenzator kao elektronička komponenta ima svojstvo i mogućnost očuvanja energije na svojim oblogama, o njemu se vrlo dugo nije razmišljalo kao o nekom potencijalnom izvoru električne energije. Međutim, intenzivnim razvojem tehnologije izrade kondenzatora ostvarene su mogućnosti proizvodnje kondenzatora s ekstremno velikim vrijednostima  kapaciteta. U svega nešto više od dvadesetak godina ostvarena je proizvodnja kondenzatora s kapacitetom koji se mjeri u tisućama farada (F). Daljnjim tehnološkim inovacijama, a prije svega razvojem  nanotehnologije ostvaruju se mogućnosti da kondenzator posluži kao izvor električne energije s gustoćom energije usporedivom ili većom od gustoće energije koju susrećemo u litij-ionskim baterijama.